# Cá pecca vàng
Cá pecca vàng (danh pháp hai phần: Perca flavescens) là một loài cá pecca được tìm thấy ở Hoa Kỳ và Canada, nơi chúng thường được gọi bằng tên ngắn gọn là cá pecca. Cá pecca vàng giống cá pecca châu Âu, nhưng nhạt màu và màu vàng hơn, với ít màu đỏ ở vây. Chúng có 6-8 sọc vằn màu tối ở hai bên. Cá Pecca vàng có kích thước có thể khác nhau rất nhiều giữa các vùng nước, nhưng con trưởng thành thường dài từ 10-25,5 mm. Tuổi thọ chúng có thể đến 11 năm, và lớn hơn. Chiều dài tối đa được ghi nhận là 21,0 inch (53,3 cm) và trọng lượng lớn nhất được ghi nhận là 4,3 lb (1,91 kg). Các pecca vàng thuần thục về tính ở 1-3 năm tuổi đối với cá đực và 2-3 năm tuổi đối với cá cái. Thời gian sinh sản vào cuối tháng Tư hoặc đầu tháng Năm, cá cái đẻ từ 10.000 đến 40.000 lên cỏ hoặc nhánh cây hoặc cây bụi ngập trong nước. Sau khi thụ tinh, trứng nở trong 11-27 ngày, tùy thuộc vào nhiệt độ và điều kiện thời tiết khác.